# Culinary Institute of America
 (décembre 2024).
Si vous disposez d'ouvrages ou d'articles de référence ou si vous connaissez des sites web de qualité traitant du thème abordé ici, merci de compléter l'article en donnant les références utiles à sa vérifiabilité et en les liant à la section « Notes et références ».
Le Culinary Institute of America (abrégé CIA) est une école culinaire privée aux États-Unis. Son campus principal est situé à Hyde Park, dans l'État de New York et des campus annexes se trouvent Saint Helena et Napa, en Californie, à San Antonio au Texas et à Singapour. Il a été le premier à enseigner les arts culinaires aux États-Unis. 
Le CIA propose des diplômes en deux ans, de licence et de master, ainsi que des formations continues pour les professionnels du secteur de l’hôtellerie-restauration, des conférences et des services de conseil. L'institut assure par ailleurs l'exploitation de restaurants gérés par les étudiants sur ses quatre campus américains.
Michiel Bakker en est le président depuis le premier septembre 2024.